# Котора амазонійський
Котора амазонійський (Pyrrhura amazonum) — вид  папугоподібних птахів родини папугових (Psittacidae). Мешкає в Амазонії. Раніше вважався конспецифічним з синьолобим которою, однак був визнаний окремим видом.

## Підвиди
Виділяють три підвиди:
- P. a. amazonum Hellmayr, 1906 — на південь від Амазонки між річками Тапажос і Токантінс і на північ від Амазонки навпроти дельти Тапажоса;
- P. a. pallescens Miranda-Ribeiro, 1926 — басейн річки Мадейра (південно-західна Бразилія і північна Болівія);
- P. a. lucida Arndt, 2008 — долини річок Телес-Пірес і Ріу-Крісталіну[en] на півночі Мату-Гросу.

## Поширення і екологія
Амазонійські котори мешкають в Бразилії і Болівії. Вони живуть у вологих і заболочених тропічних лісах та на узліссях. Зустрічаються зграйками. Живляться плодами, насінням і квітками.

## Збереження
МСОП класифікує цей вид як такий, що перебуває під загрозою зникнення. Амазонійським которам загрожує знищення природного середовища.